# Arroyo Grande (Río Negro, linksseitig)
Der Arroyo Grande ist ein Fluss in Uruguay.
Er entspringt unmittelbar östlich von Ismael Cortinas in der Cuchilla Grande Inferior und mündet, nachdem er in Süd-Nord-Richtung verläuft, als linksseitiger Nebenfluss in den Río Negro. Der Fluss bildet gleichzeitig die Grenze zwischen den Departamentos Soriano und Flores. Zu seinen Nebenflüssen zählt der Arroyo del Minero. Das Einzugsgebiet des Arroyo Grande umfasst 3120 km².